# Камфора-10-сульфокислота
Камфора-10-сульфокислота — органическое вещество, относящееся к классу сульфокислот, производное камфоры, бесцветные кристаллы. В органической химии применяется как кислотный катализатор, реагент для расщепления рацематов и хиральный вспомогательный реагент.

## Получение
Камфора-10-сульфокислоту получают сульфированием камфоры в системе олеум — уксусный ангидрид. Очищают её перекристаллизацией из этилацетата. Она также доступна коммерчески.

## Строение и физические свойства
Камфора-10-сульфокислота растворима в хлористом метилене, метаноле, бензоле и нерастворима в диэтиловом эфире. Гигроскопична, проявляет коррозионные свойства.

## Химические свойства и применение

### Кислотный катализатор
Камфора-10-сульфокислота широко применяется в органическом синтезе как кислотный катализатор. В частности, её используют при постановке тетрагидропирановой защиты на гидроксильные группы, в том числе и в случае 1,2- и 1,3-диолов. Также камфора-10-сульфокислота показала эффективность в реакциях внутримолекулярного раскрытия эпоксидов с образованием фрагментов тетрагидрофурана и тетрагидропирана. Также она служит катализатором в реакциях алкин-иминиевой циклизации, фенилселенирования и в процессах спироацетализации.

### Расщепление рацематов
Хиральная камфора-10-сульфокислота образует с рацемическими аминами диастереомерные соли, которые можно разделить фракционной кристаллизацией. Похожий подход применяли и к рацемическим кетонам, однако в том случае разделение было основано на образовании диастереомерных иминиевых солей (с участием пирролидина), где противоионом выступал хиральный анион камфора-10-сульфокислоты.

### Хиральный вспомогательный реагент
Коммерческая доступность энантиомеров камфора-10-сульфокислоты привела к тому, что её производные используются как хиральные вспомогательные реагенты в реакции Дильса — Альдера, присоединении реактивов Гриньяра к енонам и в реакциях асимметрического гидрирования.